# Sebastián Rodríguez Cermeño
Sebastián Rodríguez Cermeño (port. Sebastião Rodrigues Soromenho, ur. ok. 1560 w Sesimbrze – zm. 1602) – portugalski podróżnik, na zlecenie króla Hiszpanii i Portugalii Filipa II odbył w latach 1594–5 rejs wzdłuż wybrzeży Kalifornii w celu sporządzenia map tego regionu.